# Allium yilandaghense
Allium yilandaghense — вид трав'янистих рослин родини амарилісові (Amaryllidaceae), поширений в азійській Туреччині.

## Поширення
Ендемік азійської Туреччини.